# Фискальные марки Джерси
Фискальные марки Джерси — различные фискальные марки с клеевым слоем, выпускавшиеся штатами Джерси для обращения на острове Джерси, являющемся коронным владением Великобритании. На Джерси эмитировались универсальные фискальные марки, а также выпуски для уплаты отдельных видов сборов: для нужд правосудия (англ. Justice), фонда гарантирования имущества (Property Guarantee Fund) и социального обеспечения (Social Assurance).
Использование фискальных марок Джерси продолжается.